# عقد 1570
عقد 1570 هو عقد امتد بين 1 يناير 1570 و31 ديسمبر 1579 بحسب التقويم الميلادي. سبقه عقد 1560 ولحقه عقد 1580.

## أحداث
- معركة ليبانت (1571)
- معركة شلدير (1578)
- معركة وادي المخازن (1578)
- حريق موسكو عام (1571)

## مواليد
- فرناندو، أمير أستورياس (1571)
- جاكوب ماثام (1571)
- كارافاجيو (1571)
- شارل الأول، دوق غيس (1571)
- صدر الدين الشيرازي (1571)
- فخر الدين الطريحي (1571)
- جاكوب ميتيوس (1571)
- هاسيكورا تسونيناغا (1571)
- ويليم بلاو (1571)

## وفيات
- جورج فبريسوس (1571)
- جواو دي باروس (1570)
- جاكوبو سانسوفينو (1570)
- جون سيجسموند (1571)
- أندرس دي أولموس (1571)
- جاك غريفان (1570)
- فرانز فلوريس (1570)
- أبيات نيقولا دل (1571)
- محمد بن عبو (1571)

## كتب
- Yves Denis Papin (1998). Chronologie de l'histoire ancienne. Lieu de publication non identifié: Éditions Jean-paul Gisserot. ISBN:2-87747-346-5. OCLC:40746926. مؤرشف من الأصل في 2022-03-16.
- موسوعة حضارة العالم (2002) لأحمد محمد عوف.

## روابط خارجية
- تصفح سنة بسنة عقد 1570 على موقع onthisday.com
- تصفح سنة بسنة عقد 1570 ابتداءً من سنة عقد 1570 على موقع المكتبة الوطنية الفرنسية